# 1594
1594 (MDXCIV) je bilo navadno leto, ki se je po gregorijanskem koledarju začelo na soboto, po 10 dni počasnejšem julijanskem koledarju pa na torek.

## Smrti
- 2. december - Gerardus Mercator, belgijski (flamski) kartograf, geograf  (* 1512)